# Pannationalism
Pannationalism är en form av nationalism som utmärker sig genom dess utbredda anspråk på territorium, och med hänvisning till gemensamt ursprung för ett antal nationer eller etniska grupper strävar efter att dessa såsom ett "nationskluster" skall gå samman och bilda en enhet. Med den traditionella nationalismen delar pannationalismen själva ideologin som sådan, att nationen är den grundläggande enheten för mänskliga samhällen, och att denna är en stats enda tänkbara legitima grund.
Som regel, men inte uteslutande, åsyftar pannationalismen flera folk, till exempel de turkiska folken (som är en betydligt större grupp än turkarna), och är i dessa fall oförenlig med de klassiska nationalstaterna, vilka bygger på en etnicitet, en kultur och ett gemensamt språk.
Pannationalismen införstår att nationalgruppen är utspridd över flera existerande stater. Den skiljer sig från irredentismen genom att göra anspråk territorier som utgör deras urhem eller nationella hemland. Till skillnad från diasporanationalism, som till exempel sionism, gör pannationalismen anspråk på områden som de redan bebor, men under annan överhöghet.
Nationalism i många länder, som Tyskland och Ryssland, är på grund av den respektive folkgruppens stora utbredning svår att skilja från deras motsvarande pannationella rörelser, och båda rörelserna i dessa länder uppvisar ofta drag av varandra. Pannationella stater är dock till skillnad från nationalstater mycket ovanliga. Jugoslavien var ett sådant försök till en pannationell stat; "jugo" betyder "syd" och åsyftar att det var sydslavernas land. Efter 1945 blev Jugoslavien en federation av interna nationer med egna regeringar.
Andra större stater är svåra att klassificera som pannationella. Omkring 1942 kontrollerade Nazityskland en betydande samling annekterade områden, tysk-administrerade civila områden, vasallstater, anslutna länder, och länder i krigets front vilka militären regerade. Erövringen var delvis influerad av idén om Lebensraum, som i sig inte är ett pannationellt begrepp. I Sovjetunionen fanns en sovjetisk identitet, men ingen sovjetisk etnicitet, kultur eller språk. Sovjetunionen bildades efter påverkan av panryska idéer, men även efter andra geopolitiska ideal som hävdade större territorium. Kina har en lång tradition av kulturell och administrativ enhet, men är ingen pannationell stat eftersom folkgrupperna inte har ett gemensamt ursprung.
Den etniska pannationalismen är en nära nog övergiven rörelse, globalt sett, eftersom de många sådana rörelserna som uppstod under 1900-talet misslyckades nå några framgångar. Turkiets yta motsvarar någorlunda Osmanska rikets; den moderna staten Turkiet är huvudsakligen uppbyggd med den europeiska nationalstaten som förebild, och utropandet av den innebar ett markant brott mot det tidigare riket. Bortsett från den mycket starka turkiska nationalismen har det funnits starka pannationella rörelser där: panturkism som syftar till en allturkisk enhet, och panturanism som syftar till enhet av alla turkiska folk och gör anspråk på större delen av Centralasien (och ibland även Finland och Ungern). I Turkiet liksom i många andra länder, är pannationella rörelser ofta verksamma i utkansterna av de traditionella nationella rörelserna, i en redan etablerad stat som blir navet för den hävdade stornationen.

## Pannationella rörelser
Etnisk pannationalism:
- Panarabism
- Panasianism
- Pan-kelticism
- Pangermanism
- Panhellenism
- Panhispanism
- Paniranism
- Panserbism
- Panslavism
- Panturkism
- Assyrianism
- Skandinavism
- Nordism
- Turanism
- Expansionism
  - Stortyskland
  - Storalbanien
  - Storisrael
  - Storfinland
  - Storcolombia
  - Storrumänien
  - Storserbien
  - Storungern

Religiös pannationalism:
- Panislamism
- Panhellenism

Kontinental pannationalism:
- Paneuropeanism
- Panafrikanism
- Panamerikanism
  - Bolivarianism